# Dries van der Lof
Andries Van der Lof, detto Dries (Emmen, 23 agosto 1919 – Enschede, 24 maggio 1990), è stato un pilota automobilistico olandese.
Insieme a Jan Flinterman è stato il primo pilota olandese nel Campionato mondiale di Formula 1.
Ha partecipato al Gran Premio d'Olanda nel 1952 non portando a termine la gara.

## Risultati in Formula 1
| 1952 | Scuderia                  | Vettura |  |  |  |  |  |  |     |  | Punti | Pos. |
| ---- | ------------------------- | ------- |  |  |  |  |  |  | --- |  | ----- | ---- |
| 1952 | Hersham and Walton Motors | HWM     |  |  |  |  |  |  | Rit |  | 0     |      |

| Legenda | 1º posto     | 2º posto | 3º posto    | A punti         | Senza punti/Non class.  | Grassetto – Pole position Corsivo – Giro più veloce |
| Legenda | Squalificato | Ritirato | Non partito | Non qualificato | Solo prove/Terzo pilota | Grassetto – Pole position Corsivo – Giro più veloce |